# Philophrosyne (maan)
Philophrosyne (S/2003 J 15) is een maan van Jupiter die is ontdekt door een team astronomen van de Universiteit van Hawaï onder leiding van Scott S. Sheppard et al. De maan is ongeveer 2 kilometer in doorsnede en draait om Jupiter met een baanstraal van 22,627 Gm in 689,78 dagen.